# Myrna Hansen
Myrna Hansen (nascida em 5 de agosto de 1934) é uma atriz e modelo americana que foi eleita Miss USA em 1953. Após seu reinado, atuou em produções da MGM como Party Girl (1958, com Robert Taylor e Cyd Charisse) e em séries de TV.

## Instrução
Myrna se formou na Carl Schurz High School em Chicago, Illinois, em junho de 1953. Antes de competir no concurso Miss Universo 1953, ela planejava estudar pecuária
no Colorado. Ela prontamente enviou seu curso de admissão na faculdade, que aspiraria-a a tornar-se uma veterinária.

## Competidora da beleza
Hansen foi escolhida Miss Photoflash de 1953 pela Chicago Press Photographers Association. Foi inscrita no concurso Miss USA em função de ter vencido esse título. Ela media 5'7" e pesava 125 libras. Suas medidas incluíam 37 de busto, 25 de cintura, e 35 de quadris. Até o final de 1955, seu busto teve um aumento de um centímetro Suas medidas eram 38-25-33. Ela é loira de olhos castanhos. 
Por vencer a coroa de Miss USA, Hansen foi premiada com um Hillman Minx conversível,
um contrato com a Universal Pictures e um relógio de diamantes avaliado em US$ 2.500. Também recebeu um troféu ornamentado oferecido pela atriz e Miss Nova Jersey 1952, Ruth Hampton. Hansen foi presenteada com uma medalha de prata sólida e uma réplica da coroa de ouro sobre a Estátua da Liberdade. Um copo gigantesco também estava entre os prêmios que recebeu.

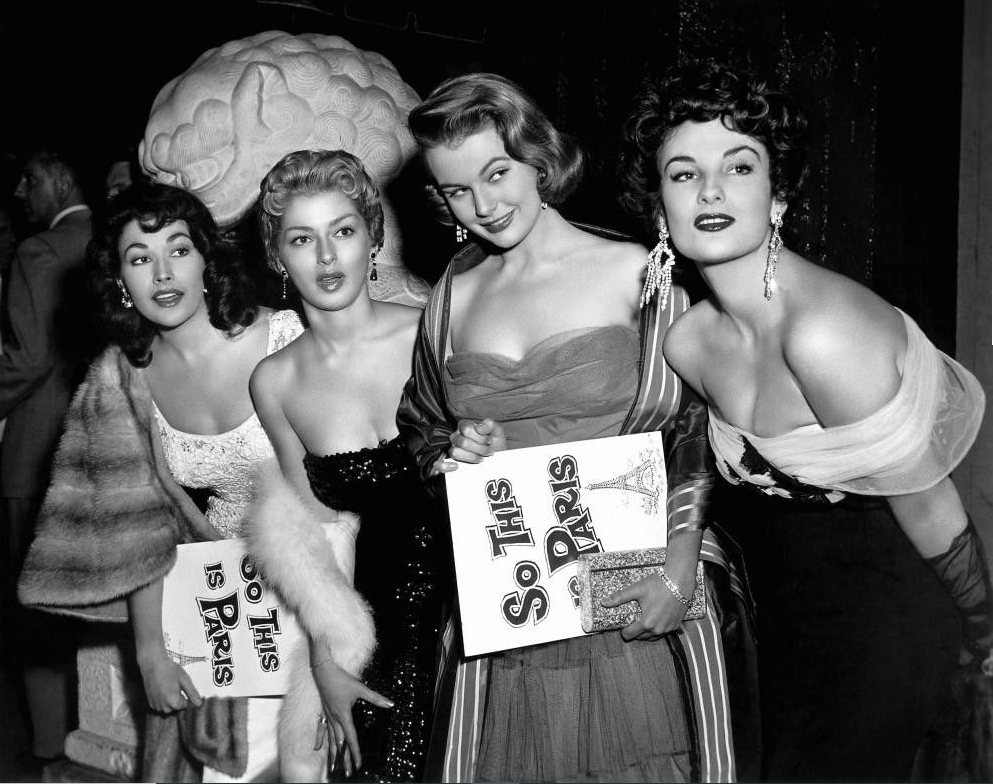
Da esquerda para a direita, Mara Corday, Kathleen Hughes, Hansen e Allison Hayes em So This Is Paris (1955)

## Miss Universo
Após levar a coroa de Miss Illinois USA, Hansen, de Chicago, se tornaria a primeira representante de Illinois a vencer o título de Miss USA. Ela ficou em segundo lugar no concurso Miss Universo 1953. A colunista Hedda Hopper relatou em março de 1954 que Hansen deveria ter vencido o título de Miss Universo. A vencedora, a francesa Christiane Martel, foi apresentada quando tinha 17 anos quando venceu. Sua minoridade foi descoberta quando Martel conseguiu uma licença para casar com Ronnie Marengo. 
Em janeiro de 1954, Hansen acompanhou Martel na 65ª Parada Anual das Rosas. Elas estavam a bordo do barco intitulado Herança Americana (American Herritage). Foi uma entrada da cidade de Long Beach (Califórnia). Adornada por cupidos and milhares de orquídeas brancas e crisântemos, o flutuador ficou com um dos prêmios da competição.

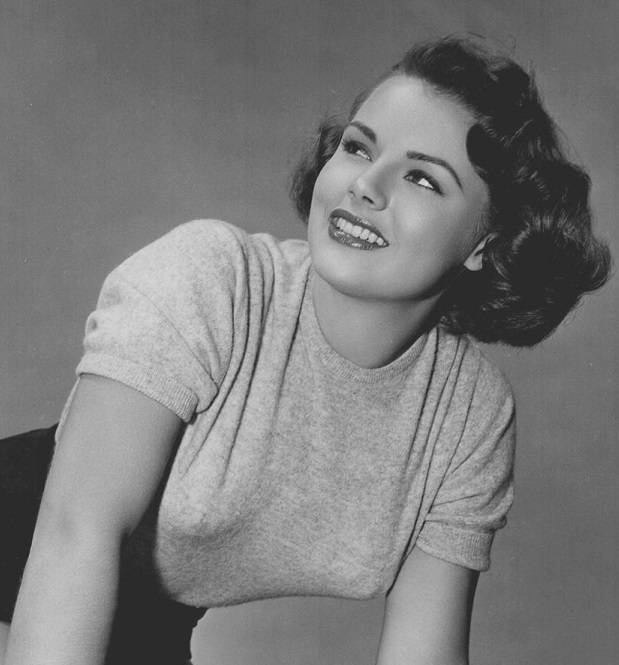
Foto de imprensa de Hansen publicada (1955)

## Atuação
Hansen negociou um novo contrato de sete anos com a Universal em agosto de 1954. O acordo estipulou que seu salário seria inicialmente de US$200 por semana, com opção para US$900 por semana. Quando menor ela era obrigada a comprar US$25 em bônus do Tesouro americano numa base semanal. Ao atingir a maioridade de 21 anos, em agosto de 1955, Hansen reclamou US$2,400 em títulos, que tinham sido oferecidos a ela no escritório do Condado de Los Angeles.
Logo após seu contrto ter sido negociado, Hansen filmou The Purple Mask (1955). Seu personagem, Constance de Voulois, foi uma das três espiãs do filme. O cenário era a França após a Revolução Francesa. Angela Lansbury e Colleen Miller também interpretaram mulheres que observavam secretamente Napoleão Bonaparte. Hansen emendou este projeto com um papel como a noiva de Jack Kelly em Cult of the Cobra (1955).
Ela estava no elenco do filme da MGM Raintree County (1957). Teve um papel fora dos créditos como Lydia Grey. Na pré-estreia de Louisville, Kentucky, Hansen foi ovacionada por uma multidão de 5.000 pessoas. Elizabeth Taylor, Eve Marie Saint, e Lee Marvin estavam entre as outras estrelas que participaram do evento de 2 de outubro de 1957.
Hansen interpretou uma figurante em Party Girl (1958), filme que contou com Robert Taylor e Cyd Charisse. Suas companheiras de palco foram Barbara Lang e Betty Utey. Suas últimas participações no cinema foram papéis em Goodbye Charlie (1964) e Black Caesar (1973).

## Contrato com a MGM
Hansen pediu à MGM para ficar algum tempo afastada das filmagens em 1957. Ela mudou seu nome e cortou seu cabelo. Ela viajou pelos Estados Unidos em um ônibus. Ela trabalhou como recepcionista de consultório odontológico em Memphis, Tennessee e foi empregada como garçonete e atendente em várias cidades. Dividiu salas com outras garçonetes. Seu objetivo era aprender mais porque eu sabia muito pouco sobre as pessoas e a vida e eu não poderia dar a sinceridade de um papel. Seu plano funcionou e foi contemplada com um contrato com a MGM. Hansen acreditou em sua ética de trabalho e era responável pelo seu sucesso como atriz, quando comparada com rainhas da beleza contemporâneas.

## Televisão
Em dezembro de 1955, Hansen fez a sua estreia televisiva na sitcom Burns and Allen, estrelada por George Burns e Gracie Allen. Apareceu por oito minutos no programa da CBS. Este tempo foi maior que o dos quinze filmes que havia feito. Hansen teve duas aparições adicionais como interesse amoroso de Ronnie Burns.
Participou de episódios de The Thin Man (1957), Hawaiian Eye (1960), 77 Sunset Strip (1960), Westinghouse playhouse (1960), e Green Acres (1971).
Em 1959, Hansen fez um comercial para o bronzeador Coppertone como modelo.

## Vida pessoal

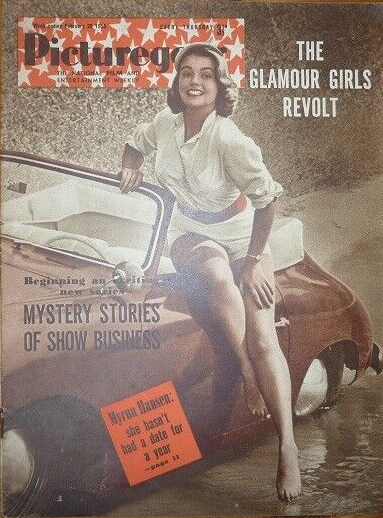
Hansen em Picturegoer No. 1034 emitido em 26 de fevereiro de 1955

Hansen é uma patinadora artística oficialmente qualificada. Gosta de nadar e é uma amazona qualificada. Começou a ler aos oito anos de idade, quando a sua mãe achou que ela estava em uma livraria. 
Casou-se várias vezes. Hansen se divorciou do segundo marido, o corretor de imóveis Lee D. Hyatt, em junho de 1965. Eles haviam se casado no Dia dos Namorados em 1961. Hansen e Hyatt se conheceram em 1959 numa jantar de campo de filmagens. Em maio de 1968, estava em sua residência de Hollywood, onde vivia com seus dois filhos.
Em julho de 2022, Hansen foi perfilado na Classic Images, onde discutiu sua carreira na tela.
A sobrinha de Hansen, Susie Damm, foi coroada Miss Massachusetts U.S International, Miss Grand Maine e Miss Arkansas Earth.

## Fimografia
- Man Without a Star (1955)
- Cult of the Cobra (1955)
- There's Always Tomorrow (1956)
- Raintree County (1957)
- Party Girl (1958)
- The Best of Everything (1959)
- Goodbye Charlie (1964)